# 天主教玻利瓦爾城總教區
天主教玻利瓦爾城總教區（拉丁語：Archidioecesis Civitatis Bolivarensis）是委內瑞拉一個羅馬天主教教省總教區，下轄兩個教區。是該國九個總教區之一。
1790年5月20日設教區，屬聖多明各總教區。1958年6月21日升為總教區。
總教區範圍包括玻利瓦爾州的一部份，2006年有教友547,000人（佔轄區總人口96.0%）、廿五個堂區、卅二名司鐸。現任總主教為尤利西斯·安多尼·古鐵雷斯·雷耶斯。